# باشگاه فوتبال فردریکستاد
باشگاه فوتبال فردریکستاد (انگلیسی: Fredrikstad FK) یک باشگاه فوتبال در کشور نروژ است.
این باشگاه که در شهر فردریکستاد قرار دارد در تاریخ ۷ آوریل ۱۹۰۳ تأسیس شده است و سابقه ۹ قهرمانی در لیگ برتر فوتبال نروژ و ۱۱ قهرمانی در جام حذفی فوتبال نروژ دارد.